# Alexander Verlag Berlin
Der Alexander Verlag Berlin ist ein Buchverlag für Theater- und Filmliteratur sowie Belletristik in Berlin-Charlottenburg.

## Allgemeines
Der Verlag wurde 1983 von Alexander Wewerka (* 1959), einem Sohn des Architekten und Bildhauers Stefan Wewerka, in West-Berlin gegründet. Schwerpunkte des Programms sind Theaterbücher (u. a. Der leere Raum von Peter Brook oder deutsche Erstausgaben der Bücher von Keith Johnstone). Autoren und Herausgeber sind u. a. Florian Malzacher, Alan Ayckbourn, Michael Caine, Susan Batson und Ivana Chubbuck, Claus Peymann, Falk Richter, Milo Rau. Seit den 1990er Jahren werden auch Filmbücher publiziert, u. a. von David Mamet, Robert McKee, Dominik Graf, Ingmar Bergman, Jean-Pierre Melville, Luis Buñuel, André Bazin, Robert Bresson, Aki Kaurismäki, Max Ophüls, Michel Piccoli u. v. a.
Parallel dazu bringt der Verlag literarische Texte, 1992 z. B. die Gedichte von Heiner Müller in einer vom Autor erstmals selber zusammengestellten Auswahl.
Seit 2000 erscheinen auch Kriminalromane, unter anderem von Charles Willeford und seit 2005 die Ross Thomas-Edition. Von 2004 bis 2009 erschien eine neunbändige Jörg-Fauser-Edition. 2013 erschien von Jens Johler Die Stimmung der Welt. Der Bach-Roman. Von Johanna Adorján und Julian Pörksen liegen Theaterstücke vor. Alexander Wewerka ist der Herausgeber der neunbändigen Jörg-Fauser-Edition, der auf fünfundzwanzig Bände angelegten Ross-Thomas-Edition sowie der Bücher Der fremde Blick – Roberto Ciulli und das Theater an der Ruhr sowie der Nahaufnahme Stefan Wewerka. Seit 2019 erscheint die Reihe »Postdramatisches Theater in Portraits«, herausgegeben von Florian Malzacher, Aenne Quiñones und Kathrin Tiedemann im Auftrag der Kunststiftung NRW.
Seit 2024 erscheinen Bücher zum Thema Mobilitätswende: von Hermann Knoflacher, Carlos Moreno und Andreas Knie.

## Preise
- 2012: Deutscher Hörbuchpreis in der Kategorie "Beste Information" für "Müller MP3"
- 2019: Deutscher Verlagspreis[8]
- 2023: Kurt-Wolff-Preis[9]
- 2023: Nominiert für den Berliner Verlagspreis[10]
- 2024: Deutscher Verlagspreis

## Autoren (Auswahl)
| - Chinua Achebe - Johanna Adorján - Andcompany & Co. - Antonin Artaud - Isaac Asimov - Ernst Josef Aufricht - Alan Ayckbourn - Susan Batson - André Bazin - Walter Benjamin - Ingmar Bergman - Josef Bierbichler - Richard Blank - Vasco Boenisch - Anne Bogart - Luc Bondy - Robert Bresson - Margarita Broich - Peter Brook - Luis Buñuel - Michael Caine - Jean-Claude Carrière - Frank Castorf - Vincenzo Cerami - Aimé Césaire - Claude Chabrol - Ivana Chubbuck - Roberto Ciulli - Alphonse Daudet - Michael Eberth - Elisabeth Edl - Jörg Fauser - Achim Freyer - Valeska Gert - Gintersdorfer/Klaßen - Gob Squad - Lisa Gotto - Dominik Graf - Grips-Theater - Jerzy Grotowski - Michael Haneke - Carl Hegemann | - Wulf Herzogenrath - Gilles Jacob - Jens Johler - Keith Johnstone - Aki Kaurismäki - Elia Kazan - Renate Klett - Andreas Knie - Hermann Knoflacher - Rainer Komers - Fritz Kortner - Jan Kott - Stefan Kraus - Annika Krump alias AnniKa von Trier - Hans-Thies Lehmann - Robert Lepage - Jacques Lecoq - Sylvère Lotringer - Volker Ludwig - David Lynch - Florian Malzacher - David Mamet - Harald Martenstein - Alan D. Marks - Peter W. Marx - Wolfgang Matz - Guy de Maupassant - Robert McKee - Sanford Meisner - Jean-Pierre Melville - Ariane Mnouchkine - Carlos Moreno - Heiner Müller - Walter Murch - Wladimir Iwanowitsch Nemirowitsch-Dantschenko - Boris Nikitin - Valère Novarina - Yoshi Oida - Max Ophüls - Albert Ostermaier - Luk Perceval - Claus Peymann - Alain Platel | - Julian Pörksen - Peter Rabenalt - Milo Rau - Falk Richter - Rimini Protokoll - Nelson Rodrigues - Éric Rohmer - Jens Roselt - Michael Rossié - Günther Rühle - Christopher Rüping - Jo Salas - Claude Sautet - Fabian Scheidler - Friedrich Schleiermacher - Christoph Schlingensief - Walter Schmidinger - Hans-Dieter Schütt - Schwabinggrad Ballett - Wallace Shawn - She She Pop - Michael Shurtleff - Sophiensäle - Konstantin Sergejewitsch Stanislawski - Nicolas Stemann - Stephan Suschke - Andrei Arsenjewitsch Tarkowski - Ross Thomas - Henry Thorau - Lothar Trolle - Michael Tschechow - Volksbühne Berlin - Christine Wahl - Sasha Waltz - Stefan Wewerka - Jossi Wieler - Charles Willeford - Jeanne Wolf Bernstein - Stefan Zweig |